# 南島雑話
『南島雑話』（なんとうざつわ）は、幕末の薩摩藩士・名越左源太（なごや さげんた）が著した、奄美大島の地誌の総称である。

## 概要
薩摩藩の上級藩士だった名越左源太は、嘉永3年（1850年）、藩主・島津斉興の後継者問題を巡るお家騒動・「お由羅騒動」では斉彬擁立派にくわわり連座して奄美大島へ遠島に処せられた。同年4月29日に上陸した彼は小宿村（現・名瀬市小宿）に居を定め、流人として身を慎む生活を送る。将来を悲観して身を持ち崩す流人も多い中で彼は武芸の鍛錬に励み、島の子弟に読み書きを教える中で地域に受け入れられ、島民との交流を深めていく。嘉永5年（1852年）には配流中の身ながら薩摩藩の嶋中絵図書調方を命ぜられ、代官所が所蔵する記録文書の閲覧も可能になる。
安政2年（1855年）に薩摩に帰還するまでの5年間、島内の動植物や農耕儀礼、冠婚葬祭から伝説に至るまで奄美大島の風土をつぶさに観察し、詳細な図入りの地誌をしたためた。現在、彼が著した奄美大島の地誌を総称して『南島雑話』と呼ぶ。幕末期の奄美大島における第一級の民俗誌として評価されている。『南島雑話』を構成する各巻のうち、『南島雑話』の巻と『南島雑話附録』の巻は、文政12年に、御薬園方見聞役の任務で、横目として奄美大島に派遣された伊藤助左衛門により著された文献の一部が、名越左源太により転写され、名越左源太の著作と共に伝わったものであると推定されている。

。

## 構成
名越左源太が作成した奄美大島の地誌には『大嶹竊覧（だいとうせつらん）』、『大嶹便覧（だいとうびんらん）』、『大嶹漫筆（だいとうまんぴつ）』、『南島雑記』、『南島雑話』の計5冊があり、現在ではこれらを総称して『南島雑話』と呼ぶ。総称を『南島雑話』と命名したのは、鹿児島高等農林学校（現在の鹿児島大学農学部）教授・小出満二（こいで まんじ）である。
以下に、各書物の内容を表にして記す。
| 書名     | 内容 |
| -------- | --- |
| 大嶹竊覧 | 島の石高、稲、麦、甘藷の栽培法 |
| 大嶹便覧 | 大島紬、芭蕉布の製造法 |
| 大嶹漫筆 | 家屋の構造、建築法。衣食。ソテツ澱粉、蘇鉄味噌、泡盛、黒糖の製造法。 |
| 南島雑記 | 島の気候、伝統漁法、漂流民による清国見聞記 島の婚礼習俗 |
| 南島雑話 | 島の偉人・当済の無人島（大東島？）探検記、島における流人の生活、薩摩との砂糖取引、アマミノクロウサギなど島の動植物、豚便所、飢饉で餓死した兄弟の霊、人魚、ケンムンなど妖怪、高床倉庫、ノロ、ユタ、風葬、樹上葬、失火者への制裁、死産児への処置、八月踊など年中行事。 |

文章構成は項目ごとに整理されたものではない。たとえば島民の清国見聞録などは島の伝統漁法や婚礼習俗の間に唐突に挿入され、読むものを戸惑わされる物がある。
しかし挿絵が豊富に挿入され、島の信仰や生産技術など「高尚」「実用的」な項目から、風葬や豚便所、泣き女など外部の耳目を引く話題、あるいは出産時の事故、さらには男子の陰茎の長さなどプライベートな話題までが詳細に記されていることから筆者の教養の豊かさ、観察眼の確かさと同時に、庶民の日常に介入できるまでの信用を得た人間性の豊かさを垣間見ることができる。
特に出産に関する項目では産室の囲炉裏で必ず火が焚かれるさまが挿絵に加えられており、かつて東南アジアから台湾、琉球列島にまで広く分布した「産婦の体を温め、汗を流させる風習」の実例として注目される。

## 写本・刊行本
原本は焼失したが、現存する写本には、東京大学史料編纂所が所蔵する島津家本、同系統で奄美博物館所蔵の永井家本（東洋文庫『南島雑話』の底本）、別系統の鹿児島大学本（『日本庶民生活史料集成』所収の｢南島雑話｣の底本）などが存在する。

## 著者名の再発見
名越左源太から島津家に献上された原本は門外不出とされたが、明治に至り「稀覯本」として各方面から注目され、数々の写本が作成された。
その一方で原本は早くに失われ、著者に関しても「不明」とされてきた。
ところが大正11年（1922年）、海軍中将の東郷吉太郎が鹿児島第一中学（現・鶴丸高校）において「幕末期に日本沿岸に来航した異国船」を論じ、資料として名越左源太の日記『見聞雑事録』の安政五年の項に描かれた、奄美大島子宿村沖に現れたアメリカ船のスケッチを提示する。その折、同席していた鹿児島第一中学教諭で生物学者の永井亀彦は、その絵が『南島雑話』の作風との酷似に気が付き、『南島雑話』の著者は名越左源太だと確信する。
昭和9年（1934年）、永井は研究成果をまとめた『高崎崩の志士　名越左源太翁』を自費出版している。

## 画像集

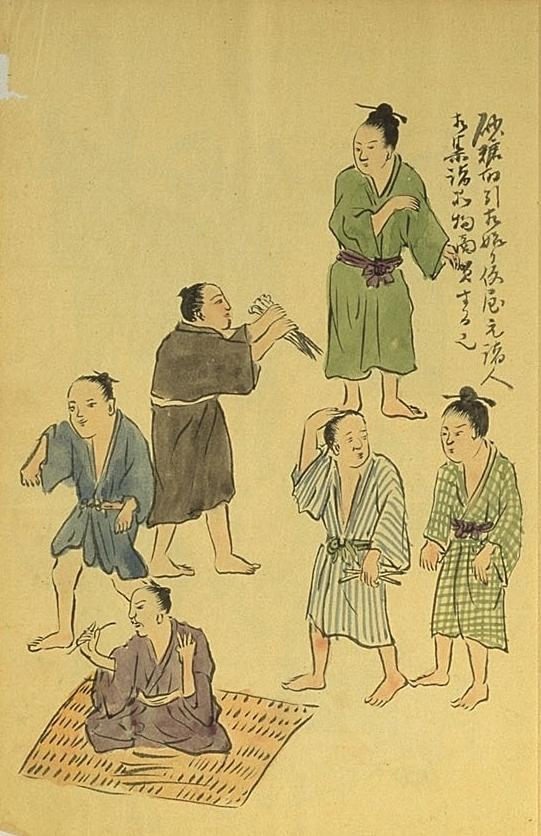
砂糖取引の様子。民衆の衣服や髪形は、琉球の風俗と通じる。
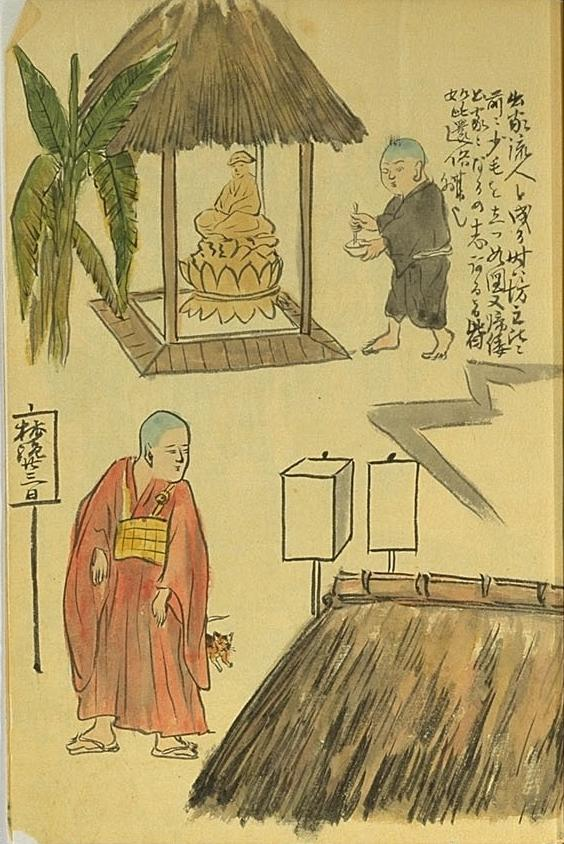
出家した流人
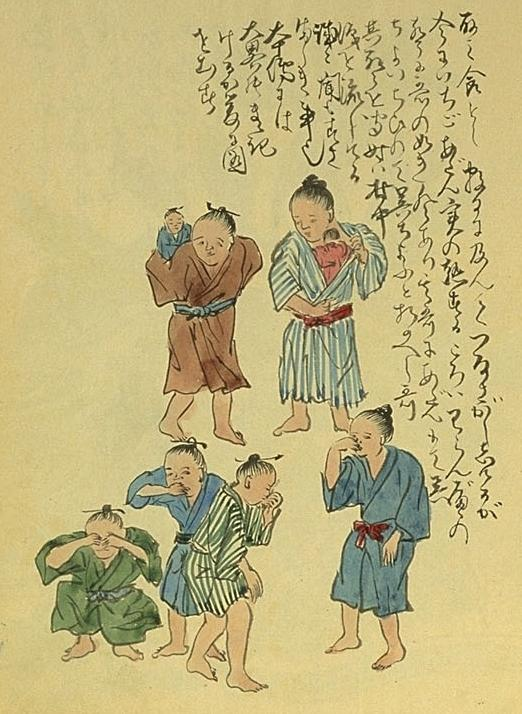
飢饉の年、野イチゴやアダンの実で命を繋いでいた孤児が結局餓死した。以来、野イチゴの稔る季節になれば子供の泣き声が聞こえてくる。その声を聴いて涙を流す人々[12]。
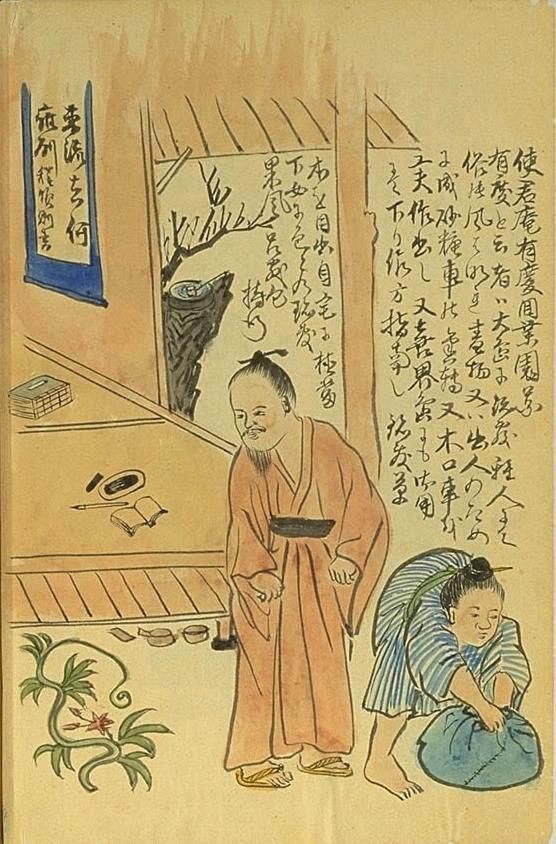
島の知識人・柏有度。砂糖車（サトウキビの圧搾機）を改良し、喜界島にも自作の製品を広めた[13][14]。
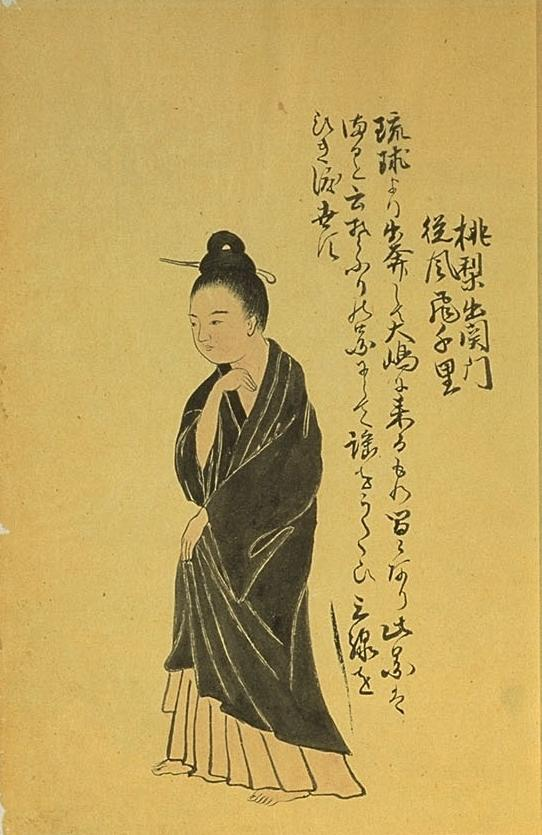
「満る」という名のゾフリ（琉球から来た遊女）。三線で身を立てていたという[15]。
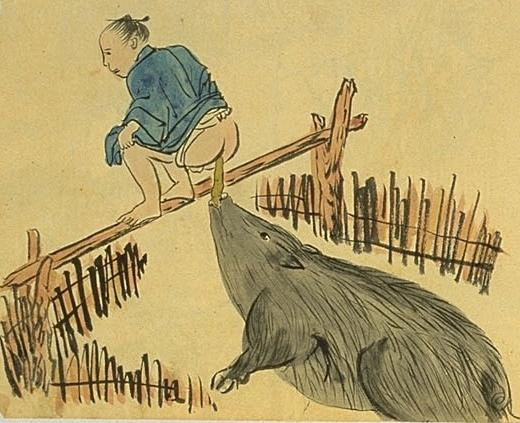
豚便所。この挿絵が島民の恥になるとして、沖縄県立図書館所蔵の写本は一時期貸出禁止にされた[16]。
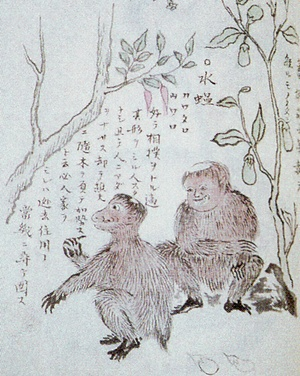
ケンムン。文中では「カワタラウ」と記されている。
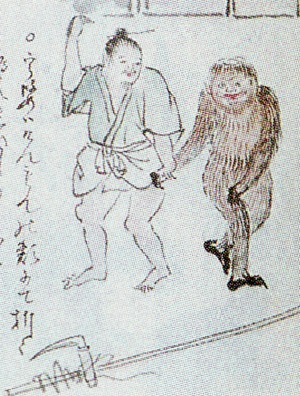
妖怪・宇婆。ケンムンの一種で、山野を歩く島民を迷わせるという[17]。